# Jimmy Havoc
Pour les articles homonymes, voir Havoc.
 (mai 2016).
Si vous disposez d'ouvrages ou d'articles de référence ou si vous connaissez des sites web de qualité traitant du thème abordé ici, merci de compléter l'article en donnant les références utiles à sa vérifiabilité et en les liant à la section « Notes et références ».
Jimmy Havoc, né le 19 mars 1984 à Dartford, est un catcheur britannique.

## Carrière

### Circuit Indépendant (2004-...)
Jimmy Havoc a pris part à ce que l'on peut considérer comme la meilleure storyline[Quoi ?] de l'histoire de Progress. Après avoir débuté au Chapitre 2 en mai 2012 à la suite du mouvement lancé sur Twitter et agrémenté de vidéos sur Youtube, il connaît six victoires de suite. Mais il est aussi devenu un favori de la foule, en tant qu'underdog babyface. Toutefois lors du chapitre 9 en novembre 2013 il s'en prend au promoteur de Progress Jim Smallman et s'allie au London Riots (Rob Lynch et James Davis). Il devient par conséquent Heel.
Lors du Chapitre 10 : Glory Follows Virtue As If It Were Its Shadow, il bat Mark Andrews et remporte le PROGRESS Championship. Lors de Progress World Cup, il conserve son titre contre Prince Devitt dans un No Disqualification Match.
À partir du chapitre 13 Jimmy Havoc possède un véritable gang appelé Regression composé des London Riots, de Paul Robinson et The Omega Isaac Zercher.
Le règne de Jimmy Havoc comme Progress champion prend fin au chapitre 20 lorsqu'il perd son titre contre Will Ospreay dans un match sans disqualification. Son gang commence à s'effriter lorsque les London Riots sont forcés de quitter la compagnie à la suite de leur défaite dans un match pour le titre Tag Team lors du chapitre 15. Puis au chapitre 21 : Jimmy Havoc affronte son ancien partenaire Paul Robinson dans match purement et simplement sanglant pour déterminer l'aspirant N°1 au titre Progress, qui marque la fin définitive du groupe.
Grâce à sa victoire contre Marty Scurll au chapitre 40 : Intercepted Angel il est l'aspirant no 1 au Progress Championship détenu par Pete Dune.
Lors du chapitre 41 : unboxing live Jimmy Havoc bat Will Ospreay. A la fin du match Havoc propose à Ospreay de s'allier à lui pour vaincre British Strong Style (Tyler Bate, Trent Seven, Pete Dune), ce dernier en lui serrant la main en profite pour lui donner un low blow. Paul Robinson arrive avec une batte de baseball entourée de barbelé pour attaquer Havoc et réformer par la même occasion son équipe avec Will Ospreay : The Swords of Essex.
Durant le chapitre 42 : life, the univers, and wrestling Jimmy Havoc bat Tommy End prêté par la WWE pour l'occasion. Il intervient également un peu plus tard dans la soirée contre Paul Robinson qui attaquait Spud avec une chaise.
Le 29 janvier pour le chapitre 43 : Tropic Thunderbastard Jimmy Havoc aura une chance de récupérer le titre Progress contre Pete Dune.
Lors de SWE Adrenaline Rush, il bat Davey Richards. Lors de 5 Star UK Tour - Tag 3, lui, Magnus & Marty Scurll perdent contre Rey Mysterio, Will Ospreay et Zack Sabre, Jr..
Le 19 août 2018 lors de ROH Honor Re-United Day 3, il perd contre Punishment Martinez.
Le 06/02/2019, il est annoncé comme nouveau lutteur pour la fédération All Elite Wrestling.

### Total Nonstop Action Wrestling (2016)
Lors de l'édition d'Impact Wrestling du 8 mars 2016, il perd contre Eric Young dans un King of the Mountain match qui comprenaient également Big Damo, Bram et Will Ospreay et ne remporte pas le TNA King Of The Mountain Championship.

### All Elite Wrestling (2019–2020)
Le 5 février 2019, Jimmy Havoc annonce avoir signé avec la All Elite Wrestling (AEW). Il effectua ses débuts lors de la Casino battle royale de Double or Nothing, il termina parmi les quatre derniers avant de se faire éliminer par Luchasaurus.. Lors de Fyler Fet, il participa à un four-way match impliquant MJF, Jungle Boy et Adam Page mais échoua à remporter le match au profit de Page. Lors de Fight For The Fallen, Havoc perdit au cours d'un six-man tag team match avec Darby Allin et Joey Janela contre Maxwell Jacob Friedman, Sammy Guevara et Shawn Spears. Le 31 août à All Out, Jimmy Havoc remporta un Cracker Barrel Clash Three Way match contre Darby Allin et Joey Janela.

#### Superbad Squad et licenciement (2020)
Le 15 avril, Havoc démarra une alliance avec Kip Sabian après avoir porté un DDT sur Orange Cassidy sur le sol à l'extérieu du ring lors d'un match opposant Sabian à Chuck Taylor. Le 29 avril à Dynamite, ils effectuèrent leurs débuts par équipe, perdant face aux Best Friends. Ils se feront ensuite appeler The Superbad Squad. Le 2 may, ils remportèrent un match face à SoCal Uncensored (Frankie Kazarian et Scorpio Sky) lors d'un number one contender's match pour les the AEW World Tag Team Championships. Le 3 juin, ils ne parvinrent pas à remporter les titres par équipe, battus par Kenny Omega & Adam Page.
Le 17 juin à Dynamite, il perd avec Sabian contre les Young Bucks. Ce match fut son dernier au sein de la AEW.
Le 19 juin, il est annoncé qu'Havoc va suivre un programme de réhabilitation à la suite d'une altercation physique avec un fan. Il fut également accusé de violences domestiques et de viol à la suite du mouvement Speaking Out. 
Le 13 août 2020, il fut annoncé que la AEW venait de licencier Jimmy Havoc, Bea Priestley et Sadie Gibbs.

## Palmarès
- - Anarchy Pro Wrestling
    - Anarchy Pro Heavyweight Championship (1 fois)

  - British Wrestling Revolution
    - BWR Heavyweight Championship (1 fois)

  - Championship of Wrestling
    - CoW Interstate Championship (1 fois)

  - Combat Zone Wrestling
    - Tournament of Death 16

  - Defiant Wrestling/What Culture Pro Wrestling
    - Defiant Hardcore Championship (1 fois)
    - Defiant/WCPW Tag Team Championship (2 fois) - avec Primate (1) et Mark Haskins (1)

  - Dragon Pro Wrestling
    - All-Wales Championship (1 fois)

  - Future Pro Wrestling
    - Future Pro Wrestling Championship (1 fois)

  - International Pro Wrestling: United Kingdom
    - IPW:UK All-England Championship (1 fois)
    - IPW:UK World Championship (1 fois)
    - Tag Team Tournament (2017) – avec Zack Sabre Jr.

  - Lucha Britannia
    - Lucha Britannia World Champion (1 fois)

  - NWA UK Hammerlock
    - NWA United Kingdom Junior Heavyweight Championship (1 fois)
    - Hardcore Lottery Tournament (2007)

  - Progress Wrestling
    - Progress Championship (1 fois)
    - Progress Tag Team Championship (1 fois) - avec Mark Haskins

  - Royal Imperial Wrestling
    - RIW Heavyweight Championship (1 fois)

  - Southside Wrestling Entertainment
    - SWE Tag Team Championship (1 fois) – avec Joseph Connors et The Pledge
    - SWE Speed King Championship (1 fois)

  - Triple X Wrestling
    - TXW Smash Championship (1 fois)

  - X Wrestling Alliance
    - Goldrush (2015)

## Classement PWI
Le classement PWI regroupe les 500 meilleurs lutteurs selon le magazine Pro Wrestling Illustrated.
| Année    | 2015 | 2016       | 2017 | 2018 | 2019 |
| -------- | ---- | ---------- | ---- | ---- | ---- |
| Position | 357  | Non-classé | 147  | 158  | 315  |